# Hinterburg (Schlitz)
Die Hinterburg mit Hinterturm ist eine Burg in der Stadt Schlitz im Vogelsbergkreis in Mittelhessen und gehört zu den fünf Schlitzer Burgen  Hinterburg, Vorderburg, Ottoburg und Schachtenburg, die eingebunden in die Stadtmauer die mittelalterliche Stadtbefestigung bildeten, zu denen noch das etwas außerhalb gelegene Schloss Hallenburg gehört.

## Beschreibung
1493 wurde die Hinterburg erstmals erwähnt und 1561 bis 1565 als ein dreigeschossiges Gebäude neu erbaut, 1647 umgebaut und beherbergte in ihrem Haupt- und Nebengebäude, dem Gräflichen Forstmeisterhaus, sowie in der Schachtenburg von 1950 bis Ende 2015 ein Altersheim der Graf Görtzischen Stiftung. 2016 wurde der Gebäudekomplex zusammen mit der Schachtenburg an drei private Investoren verkauft. Seit 2017 beherbergt der Gebäudekomplex Hinterburg eine Mehrgenerationenanlage.
Der Baukörper des Hauptgebäudes der Hinterburg zeigt einen reinen Renaissancestil mit prachtvollen Giebeln und einem mittig an der Langseite gelegenen Treppenturm mit achteckigem Fachwerkaufbau und barocker schiefergedeckter Haube.

## Hinterturm
Der Hinterturm ist ein im 14. Jahrhundert erbauter, 36 Meter hoher Bergfried mit darunter liegenden Verliesen, diente als Wachstube und war ursprünglich nur über einen hochklappbaren Steg vom 1553 erbauten Wohnbau der Hinterburg aus zu betreten. Seit dem 17. Jahrhundert trug er eine barocke Schieferhaube und bekam 1906 eine Steinhaube. Heute ist der Hinterturm ein beliebter Aussichtsturm, der nur mit einem Fahrstuhl zugänglich ist. Seit 1991 wird der Hinterturm in der Vorweihnachtszeit zur Schlitzer Weihnachtskerze.

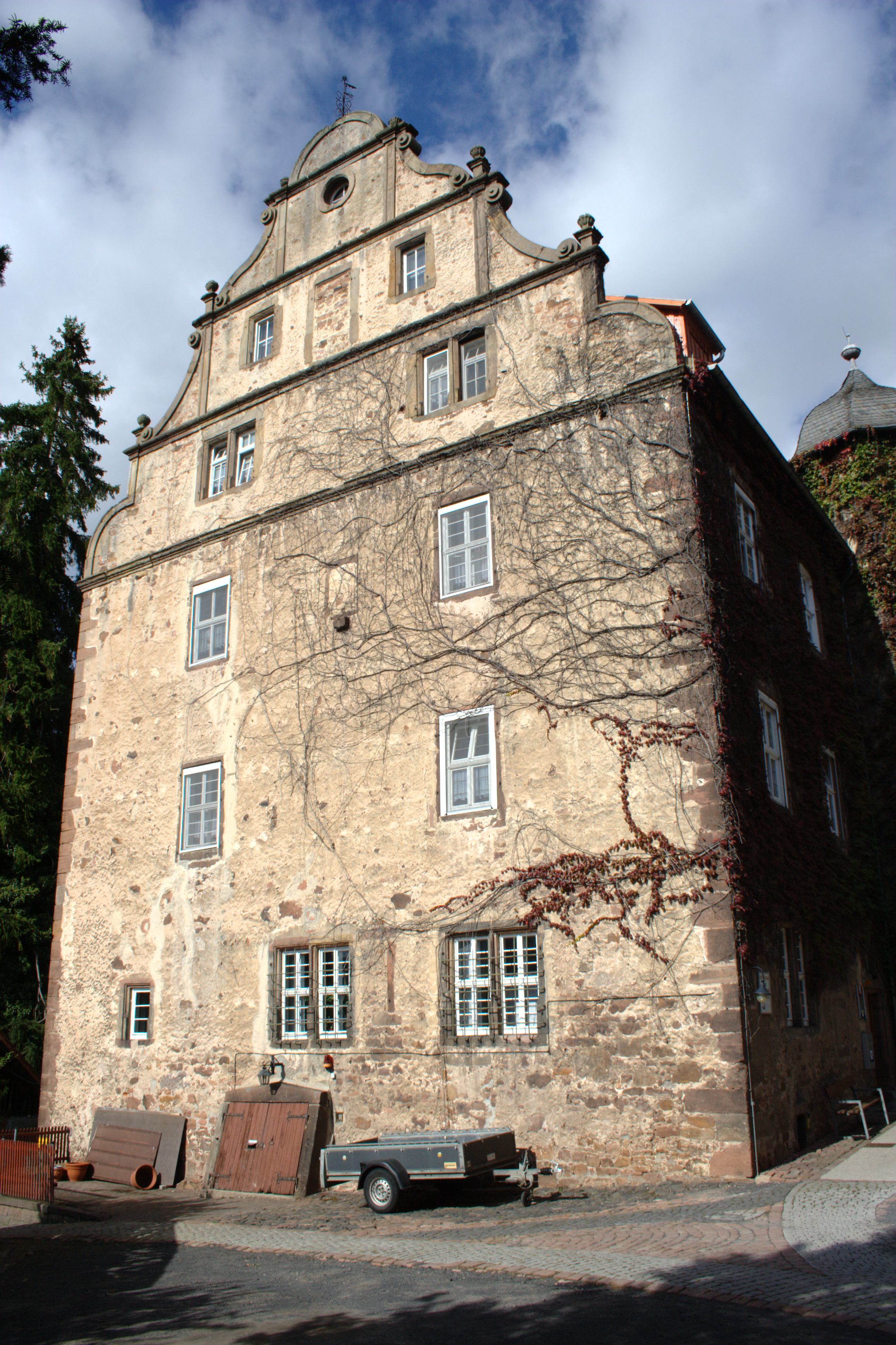
Die Giebelseite des Gebäudes der Hinterburg, rechts der Treppenturm
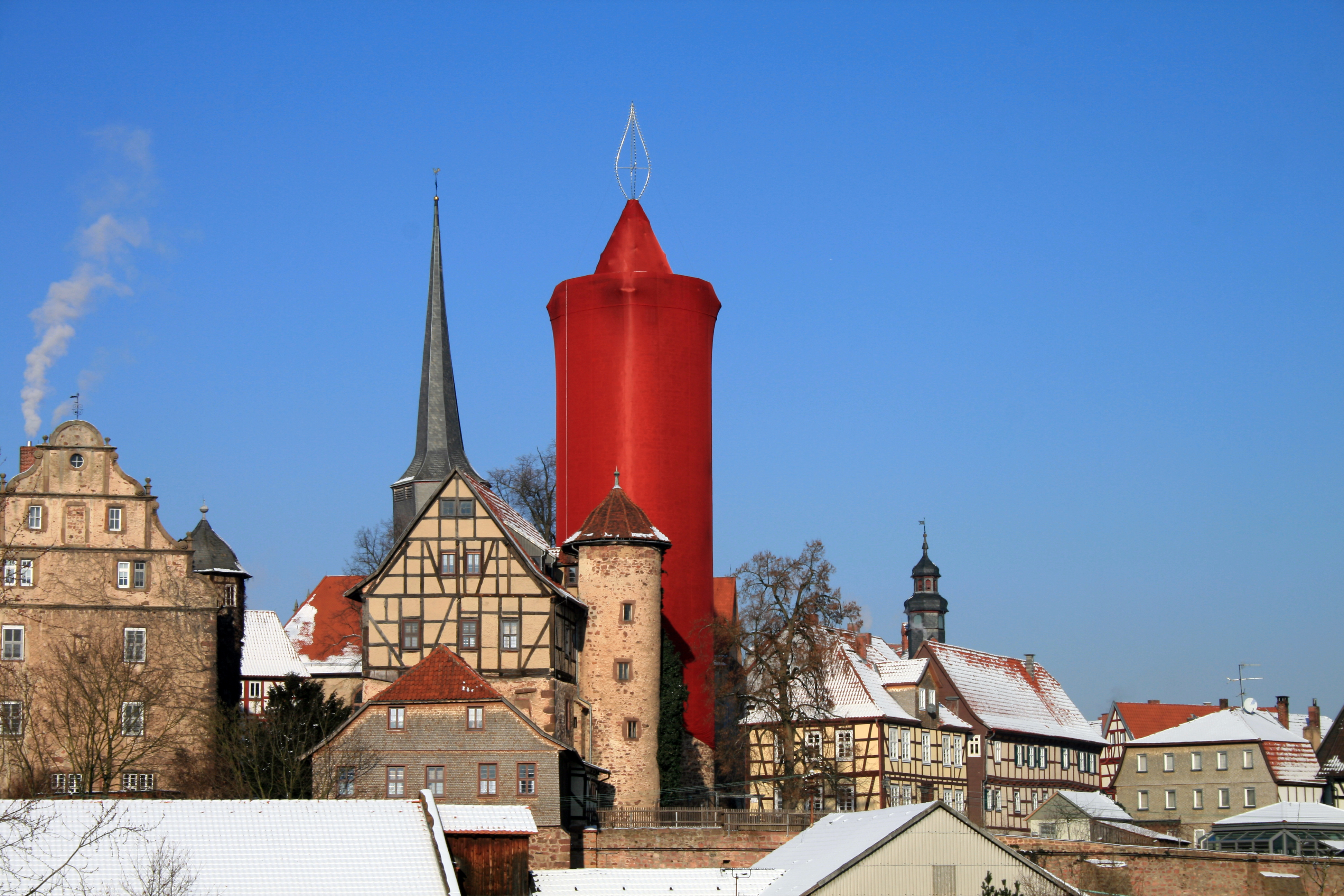
Die „größte Weihnachtskerze der Welt“: der verhüllte Hinterturm
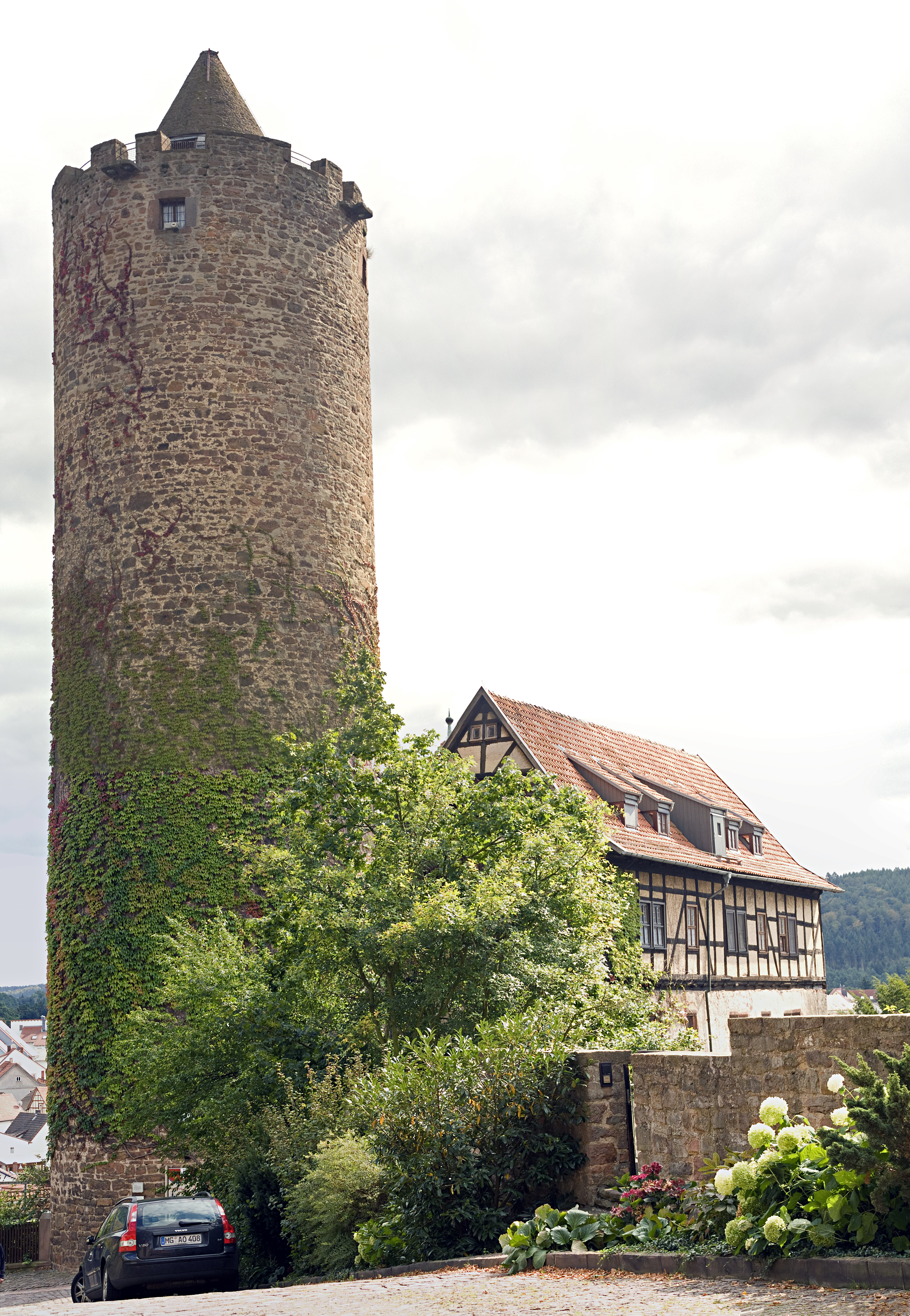
Der Hinterturm und das Gräfliche Forstmeisterhaus